# Leptochelia erythraea
Leptochelia erythraea is een naaldkreeftjessoort uit de familie van de Leptocheliidae. De wetenschappelijke naam van de soort is voor het eerst geldig gepubliceerd in 1880 door Kossman.